# Полянский рынок
Поля́нский ры́нок — рынок (рыночная площадь), в течение нескольких столетий существовавший в Москве напротив церкви Григория Неокесарийского, между улицами Большая Полянка и Малая Полянка. Торговля на рынке шла «с возов». Посередине площади находился фонтан. 
От застройки вокруг рынка сохранился дом №26 по улице Большая Полянка. На месте самого рынка сейчас находится здание школы (Гуманитарный институт телевидения и радиовещания им. М. А. Литовчина по Бродникову переулку, 3) и вход в метро «Полянка».

## История
Межслободской торг, впоследствии названным Полянским рынком, предположительно возник в XV веке на границе между Кадашёвской слободой к северу и двумя стрелецкими слободами к югу. Торг стал планировочным центром округи, так что к нему стягивались улицы и переулки. Так, в XVII веке Малая Якиманка связала Полянкий рынок с Кадашами, а Малая Полянка с Наливками. Полянский переулок и Бродников переулок протянулись от Голутвинской слободы и Старой Панской слободы.
В XVIII веке роль Полянского рынка укреплялась, о чём свидетельствует указ Сената от 1729 года, предписывавший «замостить каменьем» рыночную площадь. О значении рынка говорит также тот факт, что долгое время большие улицы разделялись на две части с разными названиями, до рынка и после него: Космодемьянская и Большая Серпуховская (ныне Большая Полянка), Большая Якиманка и Большая Калужская. К Полянскому рынку примыкает наиболее ценный сохранившийся архитектурный памятник этих мест, Гостиный двор на углу Малой Якиманки и Бродникова переулка.
Окончательно Полянский рынок сложился к 1775 году. В проектировании рынка принимал участие Дмитрий Ухтомский, крупный зодчий Москвы XVIII века.
В начале 1850-х годов на площади рынка был сооружён фонтан, куда вода поступала по трубам Краснохолмского водопровода. Из фонтана её развозили по домам.
Рынок существовал до 1935 года. В 1936 году открылась школа, построенная на месте рынка. В 1986 году открыта станция метро «Полянка».

## В воспоминаниях
Аполлон Григорьев в прошении в Московский цензурный комитет от 12 октября 1860 года указывал: «Жительство имею на Полянском рынке, в Западной гостинице, № 16».
В доме на площади рынка проживал историк Василий Ключевский: в письме своему другу Порфирию Гвоздеву от 30 марта 1870 года он указывает свой адрес как «Полянский рынок, д. Сарачева, № 337, кв. 21».
Рынок упоминает в воспоминаниях о периоде Первой мировой войны Татьяна Аксакова-Сиверс: «Готовить я умела, и один только раз оскандалилась, когда принесла с Полянского рынка судака и не могла очистить его от чешуи и внутренностей. Поранив себе руку колючками, я беспомощно стояла над рыбой, пока наш хозяин не выручил меня из беды и не привел судака в надлежащий вид».
Упоминания о Полянском рынке встречаются также в воспоминаниях микробиолога Евгения Мишустина и художника Игоря Орлова.